# Os Under-Undergrounds
Os Under-Undergrounds é uma série de desenho animado brasileira e influenciada por animes criada por Hugo Oda, produzida pela Tortuga Studios e exibida pelo canal Nickelodeon. Com uma primeira temporada de 26 episódios, a série teve sua estreia no dia 9 de maio de 2016.
A série apresenta de forma coesa as inquietudes do público infanto-juvenil acerca de relacionamentos e aceitação social, contando todos os episódios com canções originais criadas especialmente para a série por Ruben Feffer, autor da trilha sonora da animação O Menino e o Mundo. Além do Brasil, a Nickelodeon HD transmitiu a série para toda a América Latina com o titulo de "Los Undergrounds" e recentemente a Netflix disponibilizou todos os episódios em streaming tendo áudio com opções em português e espanhol.

## Sinopse
Quando o guitarrista Heitor Villa-Lobos acaba por ser expulso de sua banda por ser orelhudo, ele fica chateado. Na volta para sua casa acaba por se distrair e cai em um bueiro que estava em manutenção que, de alguma forma, o leva ao mundo "Underground", um mundo subterrâneo bastante diferente do que ele está habituado. Nessa nova terra habitada pelos 'mutantes', criaturas humanóides muito "diferentes", ele finalmente encontra amigos leais e uma banda para ele tocar, tornando Heitor assim, o novo guitarrista dos "Under-Undergrounds", uma banda iniciante que não liga para sociedade "normal e careta" graças ao que compartilham pela música. Agora juntos, essa turma vai passar por poucas e boas e terão de lidar com dramas pessoais, diferenças sociais e crises existenciais típicas da adolescência enquanto ajudam Heitor a voltar para casa.

## Personagens

### Principais
- Heitor Villa-Lobos (Arthur Berges) - O protagonista da série. Heitor é o guitarrista, vocalista e principal compositor dos Under-Undergrounds, além de ser o único membro humano da banda. Heitor era o guitarrista de uma banda da Terra chamada "Blitz Creek Bop", mas após ter sido substituído e expulso dela, ele cai acidentalmente num bueiro que estava em obras, vindo parar no mundo Underground e, posteriormente, se juntando a banda Under-Undergrounds após ter caído na garagem onde ensaiam.[4] Heitor é apaixonado por Layla. O nome de Heitor é uma homenagem ao compositor de música erudita e maestro brasileiro Heitor Villa-Lobos.
- Layla Bach (Bruna Guerin) - É a líder dos Under-Undergrounds, dona da garagem onde ensaiam e uma das fundadoras da banda. Ela é a tecladista, vocalista e única garota da banda. Layla é uma mutante de pele rosa e com um par de antenas no topo de sua cabeça. Layla também é apaixonada por Heitor.[5] Ela é a mais irritada da banda. Seu sobrenome é uma homenagem ao compositor clássico alemão Johann Sebastian Bach.
- Robert "Bob" Starkey (Yuri Chessman) - É o baterista dos Under-Undergrounds, e um dos fundadores da banda. Bob é um ciclope mutante obeso de pele amarelada.[6] Seu sobrenome é uma homenagem ao beatle Ringo Starr.
- Ludwig "Lud" Waters (Fábio Lucindo) - O baixista e o instrutor dos Under-Undergrounds, sendo um de seus fundadores. Ele é um mutante de pele azul-claro, possuindo um grande nariz roxo semelhante a de um coala e tendo uma cabeleira que cobre grande parte de seu rosto, incluindo seus olhos.[7] Ele é maneiro, pois fala gírias. Ele é o mais tranquilo da banda. Seu sobrenome é uma homenagem ao ex-Pink Floyd Roger Waters.
- James Marshall (Robson Kumode) - É o segundo guitarrista dos Under-Undergrounds, depois de Heitor, e o filho de Ozzy. James foi o último a entrar para banda, se juntando aos Unders logo após o termino de sua antiga banda: "Attack 51".[8] Ele é um mutante de pele vermelha (originalmente verde), com uma cauda e uma série de espinhos em sua cabeça que formam uma espécie de moicano.

### Recorrentes
- Britney Duhamel (Mariana Elizabetisky) - A maior rival de Layla, uma garota bonita, charmosa e atraente, que também é a líder e guitarrista de uma das bandas mais competentes da escola, composta por ela e suas duas melhores amigas: Lily e Daisy. Britney é uma mutante loira de pele azul-claro e com barbatanas no lugar de orelhas.
- Agência - É uma agência secreta que monitora as relações entre a Terra e o Underground. Seu objetivo é manter os dois mundos completamente separados de forma que nenhum cidadão cruze a barreira entre eles.[9] Para isso eles mantêm funcionários, agentes e emissários para evitar e controlar o contato entre os mundos.
  - Ozzy Marshall (Pascoal da Conceição) - O principal antagonista da série. Ozzy é um notável agente e ex-emissário da Agência, sendo parceiro de Lester e o pai de James. Ozzy é um mutante alto de pele vermelha, possuindo dois chifres minúsculos em sua testa e grandes orelhas pontudas. A característica mais distintiva de Ozzy é a sua cicatriz em formato de fenda localizada em seu olho esquerdo.
  - Lester Powall (Yuri Chessman) - É o crítico musical mais poderoso e influente do Underground, capaz de criar e destruir carreiras com um simples estalar de dedos. Lester também é um dos agentes da Agência e parceiro de Ozzy, apesar de, secretamente, ser um colaborar de Heitor e dos Under-Undergrounds.
  - Chefe da Agência -
- Fígaro Neto (César Marchetti) - Um brilhante cientista e inventor do Underground e neto do famoso cientista Galileu Fígaro. Fígaro é um dos poucos a saber que Heitor é humano e está sempre tentando ajudá-lo a escapar do Underground. Fígaro é um mutante de meia-idade de pele acizentada, com um longo nariz triangular e com orelhas em formato de asas.
- Zack (Hugo Picchi) - É o guitarrista e líder de uma banda chamada "Zack e os Efrons" e amigo de infância de Layla.. Zack é um mutante de pele lilás e possuí um par de antenas no topo de sua cabeça. Ao longo da série, Zack aparentava ser um cara confiável, humilde e amigável, até revelar sua verdadeira natureza malvada, como uma pessoa traiçoeira e desonesta pela sua paixão por Layla.

### Outros
- Veterano (Nestor Chiesse) - Um velho guitarrista de rua da Terra que toca por dinheiro. Ele é um dos poucos humanos que sabe da existência do mundo Underground e também é o responsável por Heitor ter vindo parar no mundo Underground.
- Jack (Alfredo Rollo) - É um homem que é visto trabalhando em vários empregos diferentes ao longo da série. Jack é um mutante de pele vermelha e com dois chifres nas laterais de sua cabeça.
- Avó do Lud (Fábio Lucindo) - A avó de Ludwig. Ela é uma mutante de pele lilás, baixa estatura e com espirais nas lentes de seus óculos. Sofre de miopia e, apesar de ser idosa, é bastante energética.
- Dantena (Yuri Chessman) - Um distraído repórter de televisão que sempre erra os detalhes sobre as manchetes. Ele é um mutante de pele roxa e com orelhas tubulares arredondadas nas laterais de sua cabeça. É uma paródia do jornalista José Luiz Datena.
- Eleonora Rigby (Mariana Elizabetisky) - É a professora de matemática da escola. Eleonora é uma mutante de pele verde e com cabelos semelhantes à cobras. Seu nome é uma referência a canção "Eleanor Rigby" dos Beatles
- Prof. Staringo (Pascoal da Conceição) - É o professor de música e namorado da cozinheira da escola, Bunny. Staringo é um mutante de pele amarelada e que possuí um chifre espiral em sua testa. "Staringo" é Ringo Starr ao contrário, fazendo referência ao ex-beatle
- Lily (Melissa Garcia) - É uma das melhores amigas de Britney e a baixista de sua banda. Lily é uma mutante de ambos pele e cabelo verdes, com manchas circulares também verdes ao redor de seu cabelo.
- Daisy (Melissa Garcia) - É uma das melhores amigas de Britney e a baterista de sua banda. Ela é uma porca mutante de cabelo ruivo que tem uma queda pelo Bob.
- Bunny (Francisco Junior) - A rabugenta cozinheira da escola e namorada de Staringo, o professor de música. Bunny é uma mutante robusta de pele rosa, voz grossa, com duas orelhas de coelho no topo de sua cabeça e um tapa-olho em seu olho esquerdo.
- Rufus DeLirium (César Marchetti) - É o locutor e apresentador do "Rocktime com Rufus", o programa de rádio mais famoso do Underground. Rufus é um mutante de baixa estatura, pele verde-amarelada e com um par de antenas no topo de sua cabeça.
- Reverberação - É uma banda de pop rock formada por mutantes e o grupo musical mais famoso e bem-sucedido do Underground. Os seguintes membros são:
  - Kurt Vox (Alfredo Rollo) - É o baixista da Reverberação e namorado de Rita. Kurt é um dos poucos mutantes que conhece e já esteve na Terra. Kurt é um mutante de pele índigo, cabelo loiro e com barbatanas nos antebraços e no lugar das orelhas.
  - Slash (Fábio Lucindo) - É o co-guitarrista da Reverberação. Slash é um mutante de pele marrom, uma cauda e sua mandíbula é extremamente comprida, e devido a isso, Slash só consegue se comunicar através de grunidos. Slash é baseado no guitarrista Slash.
  - JD (dublado por Alfredo Rollo) - É o DJ da Reverberação e o irmão adotivo de Slash e Kurt. JD é um mutante de pele cinza, nariz preto semelhante a um focinho, com um gorro que cobre seus olhos e está sempre usando fones de ouvido na cabeça.
  - Ronnie (Robson Kumode) - É o co-guitarrista da Reverberação. Ronnie é um ciclope mutante alto e musculoso de pele verde-escura, com orelhas tubulares arredondadas e uma crista no topo de sua cabeça.
  - Nico (Arthur Berges) - É o baterista da Reverberação. Antes de fazer parte da Reverberação, Nico era um mendigo de rua que tocava numa bateria improvisada, mas foi acolhido após unir-se à banda. Nico é uma lesma mutante de pele laranja e com cabelo estilo black power.
  - Rita (Melissa Garcia) - É a vocalista da Reverberação e namorada de Kurt. Rita é uma mutante de cabelo roxo, orelhas pontudas e pele cor de lavanda. Rita é a única garota da banda e foi a última à ingressar na Reverberação.
- Sr. e Sr.ª Waters (Fábio Lucindo e Mariana Elizabetisky) - São os pais de Ludwig. A Mãe dele é uma cantora folk famosa e o Pai dele é um executivo super-ocupado. Ela é uma mutante de pele azul e nariz preto, e ele é um mutante de pele cinza e nariz roxo.

## Episódios
| Temporada | Temporada | Episódios | Exibição original      | Exibição original                                            |
| Temporada | Temporada | Episódios | Estreia de temporada   | Final de temporada                                           |
| --------- | --------- | --------- | ---------------------- | ------------------------------------------------------------ |
|           | 1         | 26        | 9 de maio de 2016      | 1 de agosto de 2016                                          |
|           | 2         | 26        | 6 de fevereiro de 2021 | 2 de agosto de 2021 (TV Cultura) 28 de agosto de 2021 (Nick) |

## Trilha sonora
Com a trilha sonora composta por Ruben Feffer, a série apresenta em cada episódio uma canção única e diferente. Segundo Feffer: "A trilha sonora é a alma da série", evoluindo o enredo através de forma lúdica e por meio da linguagem musical, explorando as inquietudes de crianças e jovens em meio a questões de relacionamentos, julgamentos e aceitação social. As músicas tiveram como principal influência para sua criação bandas de rock clássicas como Beatles, AC/DC, Led Zeppelin, Pink Floyd, entre várias outras.

## Prêmios e indicações
| Ano  | Prêmio                      | Categoria                  | Resultado |
| ---- | --------------------------- | -------------------------- | --------- |
| 2016 | Prix Jeunesse International | Melhor Animação de Ficção  | Indicado  |
| 2016 | Meus Prêmios Nick           | Melhor Animação Brasileira | Indicado  |